# アイク (ファイアーエムブレム)
アイク（Ike）は、任天堂発売（開発・インテリジェントシステムズ）のコンピュータゲーム『ファイアーエムブレム 蒼炎の軌跡』（以下『蒼炎』）及び続編『暁の女神』（以下『暁』）に登場する架空の人物。

## 概要
『蒼炎』の主人公。『暁』においても第三部の主人公と第四部の中心人物を務め、前後編の代表格として扱われる。ファイアーエムブレムシリーズの主人公は王侯貴族の血筋という通例を破った初の平民出身であり、前々作『ファイアーエムブレム 烈火の剣』（以下『烈火の剣』）のヘクトルで試みられたワイルドな主人公像が好評を得たのに加え、多数の制作スタッフから「男性でも感情移入できる主人公にして欲しい」との要望を受けたことで、より男らしさを追求したキャラクターとなった。軍勢を束ねるリーダー格の役割はさることながら、一個人の戦闘技能も際立ち、物語やゲーム上の要点に大きく打ち出されている。
- 週刊ファミ通2015年7月9日号のファイアーエムブレム25周年記念特集、ユーザーアンケート企画のシリーズキャラクター人気投票第1位（有効回答数1512票中、342票。作品別では7:3の割合で『蒼炎』版が上）[3]。
- 2017年、『ファイアーエムブレム ヒーローズ』（以下『ヒーローズ』）英雄総選挙において、『蒼炎』版が男性1位（総合3位、33871票）・『暁』版が男性5位（総合10位、17684票）[4] 。

総選挙においては同一キャラクターであっても投票先が作品別となっており、アイクは票数を合わせた場合、『烈火の剣』のリン（男女総合1位、49917票）を超える。
同シリーズ作品の他、『大乱闘スマッシュブラザーズシリーズ』、『Code Name: S.T.E.A.M. リンカーンVSエイリアン』（以下『S.T.E.A.M.』）にもゲスト出演している。

## キャラクター設定

### 人物像
創世の女神に近しい姿を持つと言われ、【知恵の民】と称される種族ベオクの傭兵。テリウス大陸北西に栄えるクリミア王国、その一地方で砦を構えたグレイル傭兵団に身を置き、父であり団長のグレイルと妹のミスト、その他団員達と共に暮らす。母エルナは兄妹が物心ついて間もなく他界。厳密な出生地は【力の民】とも呼ばれる種族ラグズの1つ、獣牙族が治める国ガリア王国だが、当の本人は諸事情によりその記憶が無かった。母から受け継いだ蒼い髪に空色の瞳を有し、無愛想だが父譲りの侠気漲る、天空海闊な熱血漢。団員達とは家族同然の強固な信頼関係を結ぶ。好物は肉料理。額にバンダナを巻き、帯端には漢字の「肉」を横に並べた柄があしらわれている。
一人称は「俺」。二人称は「お前」もしくは「あんた」。饒舌な方ではなく、自他共に厳格的。種族や身分の差を気に留めない性分で、誰であっても一切敬語の類を使わず、自然体且つ対等な目線で臨む。その表裏無き実直な言葉は多くの者を惹きつけ、心の闇を晴らし、永きに渡り対立するベオクとラグズの架け橋となる。だが考えを正直に述べるがため、時に失言となる場合も。加えて礼儀作法に無頓着で、相手にされるのも好まない。こうした柵に囚われない気風は、人種・階級による差別や迫害を知らずに育ったという外的要因も反映されている。『蒼炎』の物語中盤までは世情に疎いことが災いする局面も少なからず、竜鱗族（ラグズ）が治めるゴルドア王国の海岸に、傭兵団の乗船が海賊の罠で座礁した際、ゴルドアの「如何なる事情においても他国の者は受け入れない」という不干渉・永久中立の掟を知らずに領土へ立ち入った上、ゴルドア領内警備兵の刻薄な態度に食って掛かり、危うく武力行使されかけもした。他にも、大陸最大の規模を誇るベグニオン帝国にて、クリミア王女エリンシア姫が宗主国の皇帝（神使）サナキと元老院議員達に謁見、故国再興の助力を嘆願する場で、傭兵団と姫の歩んだ苦難の道程を一時の余興に嘲る者達へ怒りを露し、不敬罪にすら問われかねない糾弾をサナキと元老院に言い放ってしまっている。これらの問題はアイクだけに非があるとは言えないものの、彼の情動に駆られた後先を顧みない言動が一因なのは確かである。仲間達の忠言あってベグニオンの一件以降は公的な事情も考慮し、理解に努める姿勢を備えている。そういった事例に限らず、無知による過誤やそれに甘んじていた境遇は看取した時点で即座に省み正し、謝辞を表す素直さ・柔軟さも慕われる一要素と言える。『暁』ではゴルドア国王デギンハンザーが上記の名目で同胞のラグズすら見殺そうとする態度に憤り、ならば自らの手で裁けと批難した。
剣を得物とし、操る剣技は幼少の頃より父に叩き込まれ継承した独自のもの。敵味方問わず多くの武芸者に注目され、一部ラグズも関心を寄せる。「無骨で荒削りだが、力強い」といった評価を敵将の剣士から得たこともあり、グレイルの旧友も「失われるにはあまりに惜しいものだ」と述懐する。しかし、教授するグレイルの利き腕は然る理由で傷つき褪せていて、彼もまた修行半ばで喪われた故に、『蒼炎』の物語中盤までは基礎だけが固まっている不完全な状態。その剣を真に極め、父と並び立つには暫しの歳月を待つことになる。戦闘アニメのモーションでは、『蒼炎』『暁』両作共に全て片手で剣を振るう。携帯時は『蒼炎』時代には腰に提げ、『暁』では背に納めている。
『蒼炎』序盤にて父を眼前で討ち、報復を歯牙にも掛けなかった漆黒の騎士は以後因縁深い宿敵となり、戦場で幾度相まみえる。漆黒の騎士はかつてグレイルに剣技を師事していた由縁から兄弟子に相当する存在で、あらゆる意味で超えるべき目標とも言える。太刀打ちならなかった当初は激しく憎悪し、讐いる強さを求めていたが、終盤における彼との死闘以来、生前見ることも叶わなかったグレイル全盛期の剣技をその姿に無意識下で重ね、彼の域に近づきたいという、憧憬にも似た思いが募る。『暁』で漆黒の騎士が生存していたと知った際には、仇敵相手に悲嘆も憎しみも抱かずただ狂喜し、「あれ程の男ともう一度戦えると考えただけで、喜びで手が震えて止まらなかった」と掉尾に本人へ打ち明かすが、それは師を超える事に己が剣の終着点を見出す漆黒の騎士もまた、志を同じくする所であった。ガリアの獣戦士ライとは親交が深く、気の合う相棒と親しみ連んでいる。
戦いには妥協をせず、個人的な修行、延いては対人訓練であっても手を抜くことはない。「精神集中できて落ち着く」という理由も兼ねて僅かな時間さえあれば剣の鍛錬に勤しみ、それを欠かさない。ガリアの獣戦士モゥディの影響から、可能な範囲では無用な戦いを避けるため、敵軍でも気懸かりな者と言葉を交わす様に心掛けているが、あくまでも敵対し立ちはだかる相手には容赦せず全力で戦い、命を奪うことも已む無しとしている。
長期戦や犠牲を払う策よりも正面突破による短期決戦を好み、軍の指揮でもその傾向が強い。防衛戦や奇襲に対しても敢えて攻勢作戦を仕掛け、敵方を力尽くで打ち負かす戦法を採る。個々の長所を活かし助け合う、寡兵なればこそ培われた戦術が生存率を高め、兵種・種族別け隔てない連携をも生む。具体的な戦略立案は傭兵団参謀セネリオに頼る場面が多い。猪突猛進型ではあるものの、父亡き後遺言により団長を継いでからは、立場や責任を徐々に学んで行き、仲間の意見を聞き入れた上で戦況や戦力差を見極め、無謀な戦いでの死も選ばない。とはいえ損得関係無しに人助けを最優先する点は終始一貫し、死地に赴く者や無辜の民が苦しむ様は絶対に看過せず、その過程で戦いが生じようとも躊躇わず手を差し伸べることが、結果的に最善の選択を導き出す。
『蒼炎』終決の戦いでは共に戦う皆々へ、嘗て父が団員達に下した命令である「誰も死ぬな！」を受け売りに、目的を果たすため全力で戦い、家族を悲しませたくなければ生き延びろと激励の言葉をかけた。
『暁』の最終決戦では、「俺には仲間がいる。守るべき物が在る。俺の戦いは常に、相手の命を奪うためではなく かけがえのない物を掴み取る…そのための戦いだ！」と、今まで勝ち抜いてきた理由と戦いへの信条を言明する。
色恋沙汰にはあまり関心が無く、向けられた好意に気付けないなどかなり鈍感。しかし傭兵団副長ティアマトがグレイルを愛していたことは見抜いており、他者の機微を全く察せないという訳では無い。行商隊の道具屋ララベルに惚れられ、ハッキリ告白されているので流石に認識しているが、彼女のアプローチが熱心かつ執拗なため、度々逃げている。アイクも「応える気はないんだがな」と乗り気でない様子だが、ララベルが察するところによれば「（アイクは）今は自分のやりたいことに夢中だから、特定の相手を作って縛られるのが嫌」ということであるらしい。しかしいつか落ち着く日が来るとも予見し、その時心に留まっておくよう地道に努力されている。そんな彼女の慕情もアイクに「気になる」と言わしめる程度には実を結んでいた。
顔グラフィックパターンと衣装が『蒼炎』『暁』共に各2パターンある。開発初期の名称は「パリス」であり、これは後に「覚醒」に登場する「蒼炎の勇者」の末裔の名前として使用されている。

### 来歴

#### 蒼炎の軌跡
クラスは専用職のレンジャー→ロード。属性は地。序盤では数少ない剣を扱うユニット。専用武器に騎馬・重歩兵系へ特効を持つ「リガルソード」と、女神の祝福を受けた神剣「ラグネル」を有す。上級職ロードは『蒼炎』における剣士系ユニットの中でも最高峰の能力を誇り、専用奥義スキル「天空」（アイテム「奥義の書」必須）が使用可能となる。
『蒼炎』の物語は、ベグニオン暦645年春、傭兵見習いのアイクがグレイルに初陣を許された日から幕開ける。父の過去に纏る縁と、母の形見にミストが持ち、天変地異でテリウス以外の大陸全てを海に沈めた邪神を封印したとされる、“エルランのメダリオン”（別名『炎の紋章』）が彼の未来に大きな波乱を齎すは必然であり、デイン王国のクリミア侵攻がその皮切りとなる。祖国を失い、後に復興を志すエリンシアのガリア亡命・ベグニオン渡航をデイン軍を退けながら護衛し、ベグニオンと鳥翼族（ラグズ）のセリノス王国・フェニキス王国間の国際問題解決への助力など、著しく変動する状況を駆け抜けて行く。
そして帝国軍を借り入れたクリミア再興軍の総指揮官に任命された際、軍を率いるならそれなりの身分が必要であるとサナキから勅命を受け、エリンシアよりクリミア騎士の称号を授かり、一団の長から一軍の将へ栄進。転じてデイン本土へ進攻する最中で、不意に両親の正体を知る。デイン軍で【神騎将】と名高かったグレイル（旧名ガウェイン）、神殿に侍していた神官エルナ。その二人が故郷から逃れ野に下った理由、刺客に追われる半生で起きた父の過ちと母の死、子供達に託されしもの全てはメダリオンが繋ぐ運命であり、兄妹を否応無く戦火の核心へと誘う。
父が独り抱えていた重圧を受け止め、その遺志を真に継いだアイクは獣牙族や鳥翼族も参加した軍の陣頭で数々の戦功を立て、父の仇である漆黒の騎士を剋し、さらには敵国デインの王、戦役の元凶たる【狂王】アシュナードをも打ち破り、見事クリミアの再興を果たした。だが平民出でありながら爵位を賜わり、救国の英雄と謳われるまでに活躍した彼の軌跡は、多くの民の欲望に影を落とす結果も生んでしまう。
年齢は『蒼炎』序盤では17歳、終了時では18歳になる。

#### 暁の女神
クラスは専用職の勇者（ブレイブ）→神将（ヴァンガード）。専用武器は特効を持たないが高威力・使用回数多量の「アロンダイト」と、3年前にも手にした神剣ラグネル。神将にクラスチェンジする事で再び奥義「天空」が使用可能となる。また、クラスチェンジ時に相手の戦闘スキルを無効化する通常スキル「見切り」も付加される。更に斧が扱えるようになる。武器レベル上限・攻撃モーションは剣と同一で、「天空」も発動する。グレイルの形見である最上級斧武器「ウルヴァン」を装備可能になるが、ラグネル自体が強力なため、攻略上彼が斧を使う利点は少ない。しかしアーマー特攻の斧武器「ハンマー」は対漆黒の騎士戦において明確な有力打になる。
年齢は『暁』登場時20～21歳。容姿実力共に父グレイルの面影を感じさせる程に逞しく成長した。クリミア側には英雄と持て囃されるが、敗戦国デインからすれば、戦後の統治を仕切る無法千万なベグニオン駐屯軍に隷属する原因を間接的に作り上げてしまった人物であり、敵視されている。
第二部終盤より登場。貴族として王宮に仕えていたが、『暁』の物語開始約半年前で国内の安定を理由に爵位を返上、再び傭兵稼業に戻りグレイル傭兵団の団長を務める。第二部開始前にクリミア副宰相ユリシーズからの極秘の依頼で団ごと姿を隠し、フェリーレ公ルドベックの反乱鎮圧の切り札として登場、処刑寸前であったエリンシアの護衛隊長ルキノの救出に成功する。
第三部序盤では、648年秋に勃発したラグズ連合とベグニオンの戦争で連合側に傭われ戦う。中盤以降は帝国を牛耳る元老院討伐に向け、サナキの招請で同盟を結んだベグニオン神使派、クリミア、ガリア、フェニキス、セリノスから成る皇帝軍の総司令官に（不本意ながら）抜擢され、帝国への行く先に立ち塞がるデイン軍との壮絶な戦いの渦中へ身を投じていく。
第四部冒頭において、永い眠りから目覚めた【正の女神】アスタルテが争い続ける人々に裁きを下し、人類の殆どが石と化した世界を救うため、同時にメダリオンより開放された【負の女神】ユンヌに力を授かり、神将となる。望まぬ戦いを強いられ、辛くも裁きを生き残った者達全てと共に、アスタルテの眷属と成り果てた元老院軍【正の使徒】を悉く踏破し、帝都シエネを目指す。終局の舞台たる【導きの塔】内部道中においては、幾重にも剣を交えてきた漆黒の騎士ゼルギウスとの宿命に決着をつける。勝利し、ゼルギウスが逝く間際には彼を通して父グレイル本来の剣を見ていたことに気付き、師とさえ呼ぶほどに互いを認め合った。
その後、アイクは黒鷺エルランによって幼少期の記憶を封じられていた事実が明らかとなる。かつてガリアでメダリオンを手にしてしまったグレイルが、増幅した【負】の気に支配されて暴走し、デインの追手や一家を匿ってくれていた村の住人達を次々に葬り、果ては正気を失った夫を止めるべく、メダリオンを手から奪ったエルナまで剣で殺めてしまう悲劇を目撃、深く傷つき崩れゆく幼心を憂慮された末の処置であった。蘇った記憶も今なら耐えられるからこそ現実を受容れ、その痛みもそれを背負う苦しみも、己のものにして乗り越え生きていくと決める。
最後はユンヌの力そのものである蒼炎を纏った一撃でアスタルテを倒すが、ユンヌもまた半身たるアスタルテが失われたことに伴い、消えていく。「神という絶対の存在が結局は人を惑わせ、弱い生き物にしてしまう」からと女神の消失を寂しげに享受するユンヌへ、“親（神）は子（人）にとって必要なもの”だろうと解答。人も神も不完全で構わない、だからこそ起こし得る過ちも互いに許し「何度でも向き合えばいい」と、世界を見守っていくように頼む。想いを受け入れた彼女は残る力を振り絞って石化を解き、人々の命を再生した。
女神との戦いを終え各国の安定を見届けた後、別天地を目指して旅へ出るが、その行方を知る者はいなかった。やがて彼は伝説となり、【蒼炎の勇者】としてテリウス大陸で末永く語り継がれていく。

### 奥義「天空」
『蒼炎』『暁』両作で習得するアイク専用奥義スキル。剣を敵へ指してから頭上高く廻し投げ、続け様に跳んで剣を掴み、到達点より敵に向かいながら回転して斬り下ろし、着地後透かさずバック転のように斬り上げる二連続攻撃。動作はゲームボーイアドバンスで発売されたシリーズ過去作における、勇者クラスの必殺攻撃と似る。アイクの必殺攻撃モーション各種にも斬り下ろしと斬り上げそれぞれに近いものがある。マップ上の簡易戦闘アニメでは動作が異なり、剣は投げずに跳躍と共に斬り上げ、その流れで滞空中左向きに一回転した後、着地と同時に斬り下ろしを放つという、ほぼ逆の構成になっている。日本国外版での名称は「Aether」。
『蒼炎』では第18章で自動的に上級職のロードにクラスチェンジし、その上で任意にアイテム「奥義の書」を消費することで習得可能。技の数値を発動率とし、与ダメージ分自分のHPを回復する「太陽」と、敵の守備を半減する「月光」の奥義を融合した2回攻撃を行う。間接攻撃では発動しない。通常戦闘も然ることながら、制限5ターン内に雌雄を決しなければならない漆黒の騎士、能力値の強大さから戦闘が長期化するアシュナードといったラストボス級の敵将にも有効打となる。
尚、第16章「ベグニオンの贖罪」にてアイクが剣の達人ソーンバルケから剣技を完成させる為に教えを乞うイベントがあり、習うと「奥義の書」を入手する。
『暁』では第四部序章「我が名は混沌」で最上級職の神将へクラスチェンジする際自動的に習得。技÷2（+バイオリズム補正）の数値を発動率とする。「太陽」に相当する部分の性能は前作と変わらないが、「月光」が敵の守備を無効とする効果になり与ダメージが増えている。しかし、アイク自体の技パラメータ上限が増えても発動率は概算的に下回り、また、第四部終章の敵将は漆黒の騎士が「見切り」、爾後は全員「見切り」効果を内包したスキル「女神の加護」を持つという点から、『蒼炎』ほどの猛威は振るえない。

### 神剣ラグネル
『蒼炎』『暁』両作で入手するアイク専用武器。女神の祝福を受けし剣。同じく女神の祝福を受け、その効果であらゆる攻撃を受け付けぬ鎧に刃を通せる。
黄金の刀身に渋い銀色の柄を持ち、翠色の宝石が柄の装飾に2個、刀身の根本に1個埋め込まれ（両面合わせて計6個）、剣の先端と根本に広がりのあるデザインが特徴。ラグネルと対を成す武器に神剣エタルドが在る。こちらは漆黒の騎士が愛用し、白銀の刀身に淡い金色の柄である以外はラグネルと全くの同形状・同性能を持つ。エタルドのみ『蒼炎』のムービーシーン「運命の一夜」において専用の鞘を確認できる。日本国外版ではエタルドとアロンダイトの名称が入れ替わっている。
当初はラグネル・エタルド共に漆黒の騎士が所有していたが、『蒼炎』第7章「漆黒の魔手」にて漆黒の騎士が師ガウェイン（グレイル）に真剣勝負を臨ませるため、ラグネルを投げ渡すものの、グレイルは利き腕と共に剣技を捨てていたことから拒否。結果として敗れ、死後戦いの場に残されたラグネルはアイクがいつか漆黒の騎士と出会い、仇討ちを果たすために回収。第27章「宿命の刻」でようやく訪れた決闘の場に持ち出される。『蒼炎』でのデイン=クリミア戦役の後は、ベグニオンの至宝という事実が判明したために返還、帝都シエネに所在する大神殿マナイルの宝物庫へ保管された。3年後、『暁』第三部において帝国元老院の神使へ対する反逆が起こり、マナイルに幽閉されたサナキが神使親衛隊（聖天馬騎士団）の救助で脱国する際に宝物庫から持ち出し、再びアイクの手へ渡る。
ラグネルとエタルドは大振りな外見だが元来双剣であり、『蒼炎』～『暁』時代の約800年前に起きたアスタルテとユンヌの人類を巻き込んだ争乱の時、アスタルテ側に付き戦いを勝利へ導いた【三雄】の一人、ベオクの女剣士オルティナ（後のベグニオン初代国王）が二刀流で愛用していた。女神の祝福とはアスタルテがそれぞれの剣に与えた加護を指す。
エタルドは『暁』第四部終章[Area2]で漆黒の騎士が死した後ラグネルと共鳴、ユンヌは「あなたに持っていって欲しいんじゃないかしら？」と意志が在るかのように語り、光り輝く剣がアイクの封印された記憶を開放、更に当時その場に居合わせたゼルギウスの記憶をアイクとユンヌへ移し伝えるまでに至っている。
終章[Area3]においてユンヌの加護も授かり、双方の女神から祝福を受け更に強力な剣となる。ユンヌには「物にはそれを扱う者との相性がある。あなたの場合はラグネルが最良」と御墨付きを得ている。
ゲーム上の性能では高威力、使用回数無限、装備時守備+5の補正効果、間接攻撃可能（剣から発する衝撃波で遠距離の敵を斬る）と屈指の強力武器。命中率と重量にやや難点もあるが然程問題ではない。『蒼炎』では数少ない間接攻撃を行える剣武器であり、敵の必殺率を無効化する隠し効果もある。『暁』では必殺無効の効果が無くなったものの、入手時期は第三部11章と早めで前作に比べ使用可能な機会が増加。しかしそれだけに、デイン軍がプレイヤー視点の第三部13章「血の代償」では、ラグネル装備の敵将アイクが大きな脅威と化す。第四部終章[Area2]で漆黒の騎士を撃破後はエタルドも入手するが、こちらは専用武器ではないため他のユニットが装備可能。

### 蒼炎
元々はユンヌを封じたメダリオンが、戦乱を巻き起こす人々から発せられる負の気に呼応して放ち、青白く揺蕩う光を指す。よって燃焼する性質のものではない。劇中で『暁』のエピローグ以前に「蒼炎」という呼称は出てこないが、『暁』ゲーム内で参照可能な用語集、「炎の紋章」項目にて「蒼炎のメダリオンの異名」「蒼白い炎をまとうさまからこのように呼ばれる」と表記されている。
ユンヌが鳥に姿を変える、加護を授けるといった力を行使する際にも放ち、アスタルテとの決戦では自らが蒼炎となってアイクに憑依した。

## 同シリーズでの出演

### 覚醒
『ファイアーエムブレム 覚醒』（以下『覚醒』）の世界においては、遥か昔に異なる世界からやって来た伝説の剣士として【蒼炎の勇者】の二つ名と共に知れ渡っており、「神の祝福を受けた至高の剣と、万の敵を屠る剣技を備えていた」「世界最強と謳われる英雄」とも語られる。また、配信マップ「23章外伝 蒼炎の勇者」では、ヴァルム大陸で蒼炎の勇者の末裔を名乗る人物パリスが登場している。
前述のようにパリスとはアイクの開発段階での名称でもある。ただし彼は奥義スキル「太陽」「月光」をそれぞれ初期習得してはいるものの、「天空」は取得できない。
ゲーム中では特定条件下で自軍ユニットとして使用可能。ただし登場するのは本人ではなく、古の英雄を呼び出せるアイテム「魔符」から召還された偽りの存在。
入手可能なアイクの魔符は、配信ユニットを倒す又はスカウトして手に入れる、北千里がメインイラストレーターを担当した原作イラスト仕様の『蒼炎』版と、ダウンロードコンテンツ「異界の魔符」シリーズの「光対闇 決戦編」マップをクリアして獲得する、『封印の剣』のキャラクターデザインを担当した金田榮路によるイラストが描かれた「異界のアイクの魔符」の2種類。どちらも初期クラスは勇者、スキル「天空」を所持する。
「異界の魔符」シリーズではマップによって敵或いは同盟軍のどちらかで登場し、クラスも下級職の傭兵か上級職の勇者に変化する。魔符の持ち主からは、魔符で呼び出せる人物の中で最強とされている。ただし、ゲーム上でのレベルやステータス自体は同じマップに登場するユニットと大差がない。
ラグネルも剣武器に登場。敵将のパリスが装備し、クリア後仲間に加入する際の初期装備1本のみ入手可能。
設定資料集には「名だたる戦士の元で使い込まれ、武器としての限界が近づいている」とあり、刀身はヒビと刃こぼれだらけ、柄は布で補強された様相となっている。性能も『蒼炎』『暁』のものと比べ威力、命中率共に低下しており、使用回数も25と有限になってしまっている（敵将パリスが装備時は耐久力無限）。間接攻撃は可能だが、『覚醒』における剣の間接攻撃モーションは、魔法剣の「サンダーソード」を除き剣を投擲するもので統一されているため、ラグネル特有の衝撃波は消え失せている。

### if
『ファイアーエムブレムif』（以下『if』）では、一人旅の最中に『if』の世界に迷い込んだ傭兵団の団長として登場。武人気質の強い人物に描かれている。兵種はヴァンガード。ゲーム中では特定条件下で自軍ユニットとして使用可能となる。

### エンゲージ
「蒼炎の勇者の指輪」に宿る紋章士として登場。指輪はソルム王国が管理していて、第一王女ミスティラが持ち出していたところで指輪の所在を聞かされた神竜軍と出会い、合流する。
耐久性能を向上させるスキルを多く持つ耐久タイプの紋章士で、HPが少ないと守備・魔防が上昇する「勇将」や、壊せるものを一撃で壊す「破壊」をシンクロスキルに持つ。エンゲージすると「不動」スキルで回避が0になる代わりに受けるダメージが半減する。エンゲージ技は1ターン反撃不可を付与して守備・魔防を上げ、次ターン開始時に周囲2マスを範囲攻撃して与ダメージ割合で回復する「覇克・天空」。エンゲージ武器はラグネル、ウルヴァンの他ハンマーを持参している。
本作での姿は「暁の女神」のもの。Mika Pikazoのデザインをもとに3Dグラフィックで書き起こされている。紋章士ユニットとしては戦闘スタイルが重装となっている。

### ヒーローズ
『ヒーローズ』の舞台となるアスク王国には異界の物語が伝承として伝わっており、アイクもテリウス大陸の物語において、異なる国や種族を束ね率いた将と伝承されている。現在は『蒼炎』バージョンが4種、『暁』バージョンが2種、『エンゲージ』の紋章士の1種が登場。いずれも最上位レアリティの☆5限定。
傭兵団の青年 アイク
赤属性の歩行タイプで、剣装備。「蒼炎」のレンジャーの衣装をもとにしている。武器はラグネルを所持。奥義に「天空」を持つ。本作ではラグネルでも遠距離攻撃はできないが、武器効果で遠距離からの攻撃にも反撃する仕様となっている。武器錬成すると奥義が発動しやすくなる。英雄固有のスキン「神装英雄」ではムスペル王国の衣装になる。
大いなる傭兵 アイク
緑属性の歩行タイプで、斧装備。「蒼炎」の外見で、父グレイルをイメージした衣装になっている。武器はウルヴァンを所持。奥義は同じく天空。「神装英雄」ではニザヴェリル王国の衣装になる。
伝承の神将 アイク
赤属性の歩行タイプで、剣装備。地の伝承英雄で、地のシーズン期間中に一緒に出撃する英雄が「地の祝福」を付与されているとHP+3、守備+4の伝承効果を与える。「暁」の神将の衣装。武器はラグネルだが奥義は専用の「蒼の天空」となっており、通常の天空と同効果でカウント（必要行動回数）が短い。
想いを力に アイク
赤属性の重装タイプで、剣装備。2019年のバレンタイン企画の超英雄。愛の祭の衣装を纏っている。武器は専用ではない「祝祭の剣」を所持しているが奥義は専用の蒼の天空となっている。
暴走の闘気 アイク
赤属性の歩行タイプで、剣装備。「暁」の外見。「メダリオン」に触れてしまい、増幅した【負】の気に飲まれて暴走しているという設定。「もしアイクがメダリオンに触れていたら」という可能性が具現化したものである。武器の「混沌ラグネル」は遠距離反撃に加え、弱化を受けていると戦闘中、その2倍の数値を上乗せする。奥義は「蒼の天空」と同効果の本人専用の「暴の天空」。
睦まし兄妹 アイク
赤属性の歩行タイプで、剣装備。幼少期の姿で登場した超英雄。妹ミストとの比翼英雄となっている。
蒼炎の紋章士 アイク
赤属性の歩行タイプで、剣装備。『エンゲージ』の紋章士としての姿。

## 他作品での出演

### 大乱闘スマッシュブラザーズシリーズ
プレイヤーキャラクターの1人として登場する。
『大乱闘スマッシュブラザーズX』（以下『スマブラX』）でのデザインは『蒼炎』におけるレンジャーに準拠しており、武器は神剣ラグネルを使用。マントにグレイル傭兵団の紋章が追加であしらわれている。
ディレクターの桜井政博によると、選出は2005年7月段階で製作が発表されていた「WiiのFEの新作」から。当時、キャラクターについては詳細不明の状態だったため、企画書では「ファイアーエムブレムの誰か」という表記がなされていた。アイクのキャラ性能に関しては、原作の開発者から「見た目に反して重い感じにしたい」という要望が出されこのようになったとの発言がある。なお、オリジナルゲームでは使用可能だったラグネルの衝撃波による遠距離攻撃は、システムのバランス重視で外されている。
『大乱闘スマッシュブラザーズ for Nintendo 3DS / Wii U』（以下『スマブラfor』）にも引き続き登場。デザインは『暁』における勇者に準拠、前作同様マントにグレイル傭兵団の紋章を追加している。攻撃エフェクトは前作の通常の炎から蒼い炎へと変更されている。ボイスは前作で収録したものを流用。
『大乱闘スマッシュブラザーズ SPECIAL』（以下『スマブラSP』）では、メインビジュアルを『蒼炎』のレンジャー版に戻して登場。『暁』勇者版はコスチューム変更で選択する形式となる。ボイスを新録し、『蒼炎』・『暁』版それぞれで演じ分けされたものを実装。

### Code Name: S.T.E.A.M. リンカーンVSエイリアン
アイクのamiiboを読み込むと操作ユニットの一員として登場。デザインは『暁』における勇者に準拠。メインウェポンに神剣ラグネル、サブウェポンにウルヴァンを携え、スチームバックパックに「真紅のマント」を付けている。

## 声の出演
- 萩道彦（日本語版音声）
- 宮川美保（日本語版音声）：『ヒーローズ』（幼少期）[63]。
- ジェイソン・アドキンス（日本国外版音声）：『蒼炎』、『暁』、『S.T.E.A.M.』、『スマブラX』、『スマブラfor』
- グレッグ・チャン（日本国外版音声）：『ヒーローズ』[64]、『スマブラSP』、『エンゲージ』[65]